# Battering Ram
Battering Ram es el vigésimo primer álbum de estudio de la banda británica de heavy metal Saxon, publicado en 2015 por UDR Music. Tras su lanzamiento fue bien recibido por la crítica, que en su gran mayoría comparó su calidad musical con el antecesor Sacrifice de 2013. De igual manera logró ubicarse en los top 100 de algunos países e incluso logró el puesto 6 en los Top Heatseekers de los Estados Unidos, la posición más alta para uno de sus álbumes en dicha lista.

## Antecedentes
Biff Byford en una entrevista al sitio Rock Bottom a mediados de noviembre de 2014, confirmó su grabación para enero, febrero y marzo de 2015. El 31 de julio de 2015 publicaron el video musical de «Battering Ram», tema que da nombre al disco, donde además Byford contó que su portada estaba basada en la leyenda folclórica de Las Huellas del Diablo, una historia inglesa de más de 200 años. Adicional a ello, contó detalles de algunas canciones como por ejemplo de «The Devil's Footprint» que relata la leyenda ya mencionada; «Queen of Hearts» inspirada en el personaje del libro Las aventuras de Alicia en el país de las maravillas de Lewis Carroll; «Destroyer» cuenta la historia del personaje de mismo nombre de Marvel Comics, ya que Byford es fanático de dicha compañía de cómics; «Hard and Fast» trata sobre conducir rápido por las carreteras, y por último «The King of the Cross» que está basado en el poema del mismo nombre, escrito sobre los horrores que vivió el mundo durante la Primera Guerra Mundial.

## Lista de canciones
Todas las canciones escritas por Saxon.

| N.º | Título                     | Duración |  |
| 1.  | «Battering Ram»            | 4:56     |  |
| 2.  | «The Devil's Footprint»    | 4:08     |  |
| 3.  | «Queen of Hearts»          | 5:08     |  |
| 4.  | «Destroyer»                | 3:21     |  |
| 5.  | «Hard and Fast»            | 4:45     |  |
| 6.  | «Eye of the Storm»         | 3:54     |  |
| 7.  | «Stand Your Ground»        | 4:15     |  |
| 8.  | «Top of the World»         | 4:00     |  |
| 9.  | «To the End»               | 5:50     |  |
| 10. | «The Kingdom of the Cross» | 6:08     |  |

| Pista adicional en la edición deluxe |                                                |          |  |
| N.º                                  | Título                                         | Duración |  |
| 11.                                  | «Three Sheets to the Wind (The Drinking Song)» | 3:53     |  |

## Posicionamiento en listas semanales
| País           | Lista                   | Posición |
| -------------- | ----------------------- | -------- |
| Estados Unidos | Top Heatseekers         | 6        |
| Alemania       | Media Control Charts    | 12       |
| Suecia         | Sverigetopplistan       | 13       |
| Estados Unidos | Top Hard Rock Albums    | 14       |
| Suiza          | Swiss Music Charts      | 21       |
| Estados Unidos | Top Independents Albums | 33       |
| Austria        | Ö3 Austria Top 40       | 34       |
| Estados Unidos | Top Rock Albums         | 45       |
| Reino Unido    | UK Albums Chart         | 50       |
| Bélgica        | Ultratop (Flandes)      | 59       |
| Francia        | French Albums Chart     | 66       |
| Italia         | Top 100 Artisti         | 67       |
| Bélgica        | Ultratop (Valonia)      | 77       |

## Músicos
- Biff Byford: voz
- Paul Quinn: guitarra eléctrica
- Doug Scarratt: guitarra eléctrica
- Nibbs Carter: bajo
- Nigel Glockler: batería

Músico invitado
- David Bower: coros adicionales